# JNS
JNS, anteriormente «Jeans», es un grupo musical femenino mexicano de pop formado en Ciudad de México a finales de 1993. En sus inicios, estuvo integrado por Paty Sirvent, Angie Taddei, Litzy, Tábatha Vizuet y Bianca Carrasco. En 1994, antes del lanzamiento de su álbum debut, Carrasco abandonó el proyecto. A lo largo de la historia del grupo, hubo cambios frecuentes en la alineación siendo solamente Angie Taddei la única integrante original que permanece en la agrupación. Algunas de las integrantes más conocidas fueron Patricia Sirvent, Karla Díaz-Leal Arreguín, Melissa López, Regina Murguía, Dulce María y Litzy. Previo a su desintegración en el año 2008, el grupo era integrado por Paty Sirvent, Karla Díaz-Leal Arreguín y Marcela García Cruz quiénes hicieron una gira por sus doce años de trayectoria, reeditando sus mayores éxitos como "La ilusión del primer amor" entre otros. 
Años más tarde, cuatro integrantes deciden reunirse y conformar nuevamente la agrupación desde 2015 pero ahora sin la participación de Paty Sirvent (Patylú) puesto que ella actualmente se dedica al público infantil. 
Desde 2015 la alineación está conformada por Regina, Melissa, Angie y Karla haciendo giras desde entonces con su "Metamorfosis Tour" y "90s Pop Tour" siendo las Jeans como siguen siendo nombradas por el público, de las presentaciones más aplaudidas y aclamadas por el público en cada show que se presentan. 
Durante sus presentaciones han invitado a exintegrantes como Litzy y Dulce María para cantar éxitos como "Pepe" "Corazón confidente" "Entre azul y buenas noches" y "Dime que me amas" siendo esta última una de las canciones donde se presentaron casi todas las chicas que formaron parte de la alineación a través de los años, pero sin la presencia de Paty Sirvent quien ha dejado en claro que ahora está enfocada en su público infantil. 
La agrupación estuvo activa desde mediados de los noventa hasta finales de los años 2000. Obtuvo diversos discos de oro y realizó giras exitosas por el continente americano. Durante el año 2015, Angie Taddei, Karla Díaz-Leal Arreguín, Melissa López y Regina Murguía se reunierón e iniciaron una gira para promocionar el álbum Dèjá Vu. Además, firmaron con un sello discográfico después de aproximadamente diez años. Sus canciones más conocidas son: «Enferma de amor», «Sólo vivo para ti», «Pepe», «Entre azul y buenas noches», «Estoy por él», «Muero por ti», «Amore», «Me pongo mis jeans», «Dime que me amas» y «La ilusión del primer amor».

## Historia

### Formación y búsqueda de sello discográfico
Jeans surgió en octubre de 1993 por idea de Paty Sirvent. Después de ser llevada a audiciones para agrupaciones como La Onda Vaselina y ser rechazada por Julissa, esto debido a su corta edad en aquel momento. Su padre, Alejandro Sirvent, decidió crearle un grupo. La banda fue integrada por ella y cuatro chicas más: Angie Taddei, Litzy, Tábatha Vizuet y Bianca Carrasco, quienes hicieron un pequeño casting. Comenzaron presentándose en eventos familiares antes de que Alejandro Sirvent viera el proyecto como un potencial éxito.
Con esta decisión, empezaron a grabar demos para mostrarlos a las disqueras. Bianca consiguió un contrato discográfico, pues su padre era un ejecutivo de Sony Music Entertainment. Grabaron algunas canciones como "Me pongo mis jeans" y "Truku Traka", e inclusive, un video musical para esta última, así como apariciones periódicas en vídeos de grupos como Mercurio (integrado por su hermano Alex Sirvent) y artistas como Fey (de quién fueron teloneras un año después en su primer concierto en Plaza de Toros). Sin embargo, debido a diferencias entre Sirvent y los ejecutivos de Sony Music, en marzo de 1995, Bianca salió de la agrupación y el contrato fue cancelado.

### 1995 - 1998: Álbum homónimo y¿Por qué disimular?
Después de ser despedidos de Sony Music Entertainment, en noviembre de 1995 el grupo firmó con la disquera EMI y grabó en Los Ángeles, California; Estados Unidos su primer álbum de estudio. El disco se llamó Jeans y fue producido por Carlos Lara. El álbum fue realizado siguiendo las tendencias de adolescentes y jóvenes de los noventa, donde sonidos de corte pop juvenil, industrial y Bubblegum serían los que encabezarían la figura del grupo en su etapa inicial, tal como artistas como Fey, Lynda Thomas, Paulina Rubio o The Sacados que en ese año encabezaban las listas de popularidad. El primer sencillo, «Pepe», salió al mercado el 7 de octubre de 1996, el cual fue promocionado con un vídeo musical donde destacan elementos de la cultura pop característica de los años noventa, lo siguió «Me pongo mis jeans» que se estrenó en la primavera de 1997, con un vídeo siguiendo las tendencias juveniles de vestimenta al estilo grunge y filmado en una locación que hace alusión a una fábrica industrial. El álbum se publicó en las mismas fechas y vendió 80.000 copias. En mayo de 1997, Litzy abandonó la banda debido a los problemas que había entre Luis Domínguez, su padre, y Alejandro Sirvent por la forma en la que manejaba al grupo. En agosto, después de que EMI realizara un casting para buscar quien cubriera el lugar de Litzy, Melissa López fue contratada para dicha enmienda. En septiembre, Tabatha Vizuet también abandonó la agrupación, alegando ya no estar contenta con el proyecto, y argumentando problemas con las demás integrantes. En octubre, Karla Díaz-Leal Arreguín se integró a la agrupación en su lugar.
En noviembre de 1997 son llamadas, junto a varios artistas del medio musical (Sentidos Opuestos, Fey, Irán Castillo, La Onda Vaselina, Lynda, entre otros) para grabar un tema musical alusivo a las fechas decembrinas, realizando una colaboración en el tema "Estás navidades" y teniendo una participación individual con el tema "La Marimorena", dicho tema fue el primero en ser interpretado en solitario por Karla, y a la par ese mismo mes promocionaron el primer sencillo de su segundo álbum, "Enferma de amor". Días posteriores se presentaron en el programa de Siempre en Domingo interpretando ambos temas.
En febrero de 1998, Jeans lanzó su segundo álbum llamado ¿Por qué disimular?, que fue grabado en España entre septiembre de 1997 y enero de 1998, para este álbum, la imagen del grupo cambia de un estilo más urbano e industrial a un estilo más techno y futurista, caracterizado por el uso excesivo de prendas y accesorios plásticos, peinados y maquillaje elaborados así como el uso de computadoras y consolas en los vídeos promocionales, con la propuesta de dar inicio al nuevo milenio.
El primer sencillo lanzado fue «Enferma de amor», y lo siguieron «Estoy por él», «La ilusión del primer amor», cuyo vídeo musical integra todos los elementos ya mencionados e ingresa de forma casi instantánea a las listas de popularidad. El álbum fue certificado como disco de oro por la AMPROFON. considerado el disco más prolífico de la agrupación.
En diciembre de 1998 son invitadas a participar en el programa Una Navidad Fabulosa como presentadoras del mismo.

### 1999 - 2001.//:Tr3s.Jeans yCuarto para las cuatro I
A mediados de 1998, el grupo Jeans, protagoniza una serie de polémicas tras la deserción de dos sus integrantes fundadoras (Litzy y Tabatha). El origen de estas polémicas se remonta a 1997 cuando el grupo Jeans, asistió a diferentes programas de TV para anunciar el ingreso de Karla y Melissa como nuevas integrantes, sin embargo, a Angie y Paty siempre se les cuestionó sobre los motivos que motivaron la salida de sus compañeras, a lo que siempre respondían: "Litzy salió para ser solista y Tabatha quiso seguir en el colegio". Cabe destacar que esto siempre ocurría cada que preguntaban o mencionaban a sus excompañeras, y no fue hasta una entrevista con Adal Ramones que decidieron hablar sobre lo ocurrido. Angie Taddei mencionó en dicha entrevista que se acusó al equipo de producción y montaje de Jeans, así como a las mismas integrantes de racismo y discriminación; en dicha entrevista Adal Ramones destacó las controversias que el público y la farándula decían a través de distintos medios, saliendo así otra polémica relacionada con la asistencia del grupo a eventos exclusivos para adultos (siendo que el grupo en su etapa inicial de 1995 a 1997 y en la que se acusaba estaba formado por adolescentes de 13-15 años). Asimismo, la empresa discográfica de EMI Music, en conjunto con el mánager Alejandro Sirvent desmintieron en varias ocasiones esto, explicando que el grupo Jeans inicio como un fenómeno juvenil y que por lo tanto solo se presentaba a eventos de dicha índole. Esto desencadenó una serie de controversias pues en ese año Jeans se presentó en festivales a lado de artistas como Fey, The Sacados, Sentidos Opuestos o Mónica Naranjo, artistas que destacaban por ser dirigidos a un público más adulto y que por lo tanto se exponía a las integrantes de Jeans a presentarse ante personas mayores, en eventos exclusivos para mayores de edad, esto condicionó a qué el grupo dejará de participar en eventos importantes tales como el Festival Acapulco o que incluso se les descartara del Festival de Viña del Mar de 1998, asimismo la empresa discográfica destacó que solo ingresarían chicas de menor edad a la del resto de integrantes con el fin de mantener siempre la imagen juvenil del grupo. 
En junio de 1999, Jeans enfrentó su tercera deserción, la de Melissa López y en ese mismo mes, el grupo recibió a una nueva integrante, Regina Murguía, de 17 años, proveniente de Morelia, Michoacán. Regina ya había realizado pruebas para pertenecer a Jeans tras la salida de Tábatha, pero no fue aceptada como sustituta porque era demasiado joven.  
//:Tr3s.Jeans se publicó oficialmente en noviembre de 1999 (las integrantes ahora siendo jóvenes de 17-19 años), y tuvo como sencillos «Dime que me amas», «Sólo vivo para ti», «Muero por ti», y «Escaparé contigo». Con este álbum, Jeans estrenó una imagen que ellas denominaron como underpop, que consistía en adornos tipo hindú y de cuero en sus indumentarias. Este álbum fue certificado por AMPROFON como disco de oro en el año 2001, por 75.000 copias vendidas en México.
En mayo de 2000, Angie Taddei con motivo a sus casi 20 años, concedió una entrevista declarando que grabaría dos álbumes más con Jeans y después se despediría de la agrupación. Siete meses más tarde, el 18 de diciembre de ese año, los rumores se confirmaron y desde el 13 de diciembre, la intérprete se despidió del grupo. Su despedida oficial fue en un concierto en Zacatecas.  Pasados siete días del anuncio oficial de la salida, Dulce María, de 15 años, se integró al grupo.  Su presentación oficial fue el 20 de diciembre de 2000 en un concierto en Celaya, Guanajuato. También por esas fechas se dio por terminado su contrato con EMI Music.
A principios de 2001 el grupo grabó en Madrid, España, bajo la producción de José Ramón Flores, su cuarto álbum se tituló Cuarto para las cuatro, nombre que se ideó como un juego de palabras que se refería a la forma en que solicitaban una misma habitación de hotel para todas, durante las grabaciones del álbum en Francia e Italia. El álbum marco su debut en la disquera BMG Ariola; lanzado el 24 de julio con el tema «Entre azul y buenas noches». Los otros sencillos de este álbum fueron «Azul» y «Corazón confidente».

### 2002 - 2003:Cuarto para las cuatro vol 2y el cambio de género musical
La estancia de Dulce María en el grupo duró alrededor de dieciocho meses, ya que, a mediados de 2002, comenzó las grabaciones de la telenovela de Televisa, Clase 406. Para elegir a la sustituta, el grupo realizó, por primera vez, un casting público con el estilo similar al de un reality show, a través del canal de videos musicales Telehit. Valeria de 17 años fue la reemplazante y se dio a conocer públicamente durante la despedida oficial de Dulce María. Esta presentación ocurrió el 29 de junio de 2002 en el Teatro Metropólitan de la Ciudad de México. Otra salida de la agrupación ocurrió en ese tiempo y fue la salida oficial de Regina ocurrida en agosto de 2002, y tras la misma, ella decidió tomar acción legal en contra de Alejandro Sirvent por maltrato psicológico, además de no recibir las remuneraciones por su trabajo. Al darse a conocer el enfrentamiento legal, Angie y Melissa le dieron la razón a Murguía y aseguraron que sus respectivas salidas del grupo se dieron de la misma forma, pero no demandaron a Alejandro Sirvent para evitarse problemas. En septiembre de 2002, Amiel Tena de 19 años ingresó a Jeans y su presentación ante el público, prensa y fanes, se llevó a cabo en la ciudad de Torreón, Coahuila el día 22 de ese mes. Ahí mismo, estrenaron el tema «Corazón confidente» en versión grupera. 
Ya con Valeria y Amiel integradas en el grupo y el problema legal con Regina superado, el grupo anunció la decisión de cambiar de género musical: del pop al norteño. Esto se concretó con la grabación del álbum Cuarto para las cuatro II, que fue un recopilatorio de los temas más conocidos del disco anterior junto con sus respectivas versiones gruperas. Este material salió a la venta en Estados Unidos en diciembre de 2002 y en México fue lanzado el 8 de julio de 2003. En México, el álbum contiene los temas gruperos, mientras que en Estados Unidos se editó el álbum completo. Las canciones que lo integran son «Entre azul y buenas noches», «Corazón confidente», «Mensajes en botellas», «Así me gusta (That's the way, I like it)» y «Cómo olvidarte». Este disco estuvo bajo la dirección de Pedro Íñiguez, y se grabó en Miami.

### 2004 - 2006: El Regreso al pop yAmmoreyPorque soy libre
Tras año y medio de pertenecer al grupo, Valeria Maza Mattew desertó por razones personales. Para abril de 2004, su lugar fue ocupado por la capitalina Sabrina Rodríguez de 23 años. Tras la experiencia contraproducente como intérpretes gruperas, el grupo regresó al género pop, con la grabación del álbum Ammore!, que se lanzó al mercado en el verano de 2004. En cuanto a su imagen, su vestuario combinó colores llamativos, con un estilo similar a la moda de los años ochenta. En este álbum, por tercera vez en su carrera, el grupo cambió de sello discográfico y se integró a Univision Music. Este álbum contó con canciones originales de Álex Sirvent, José Ramón Flores y Reyli. Los sencillos dados a conocer fueron «Ammore!», «Cómo duele», «Loca de amor» y «En mala hora». A mediados de 2005, y con el objetivo de compensar la deficiente promoción de la primera edición, salió a la venta la reedición de este disco con un DVD que contenía cuatro vídeos, biografías y galería de imágenes. En noviembre de 2005, el grupo enfrentó una nueva crisis cuando se anunció la salida de Amiel Tena del grupo. Un par de semanas después, ingresó a la agrupación la potosina Marcela García Cruz de 23 años. En diciembre de 2005 viajaron a Italia a grabar su séptima producción discográfica. 
En el verano de 2006, el grupo lanzó su séptimo álbum de estudio llamado Porque soy libre donde la mayoría de los temas son covers, a cargo de la disquera independiente Quimera Sound Entertainment. Este álbum tiene como sencillo principal «Yo no te pido la luna», tema que hiciera famoso en 1984 la cantante mexicana Daniela Romo. Cabe mencionar que en este álbum hubo una transición a un pop más orgánico y acústico. Este material se dio a conocer fuera de América: se promocionó en la primera mitad del año en varias ciudades de Italia. Los otros sencillos de este álbum fueron «Tu falso amor» (promocionado en noviembre de 2006) y «La mujer maravilla» (en marzo de 2007).

### 2007 - 2008:Jeans 12 añosy separación del grupo
A inicios de 2007, de forma sorpresiva en el programa Otro Rollo, de Televisa, el grupo anunció la partida de Sabrina, debido a supuestas diferencias que surgieron al final del año 2006 con el mánager.  Al terminar la promoción de Porque soy libre, las muchachas decidieron ya no incluir a una nueva integrante y se quedaron como trío: Paty, Karla y Marcela, quedando esta alineación se preparó un álbum para conmemorar doce años de carrera artística. Dicho álbum se lanzó al mercado el día 13 de febrero de 2008, bajo el nombre de Jeans 12 años. Son catorce temas conocidos en nuevas versiones, y el tema inédito «Lo que siento». En el DVD El adiós de Jean en vivo, incluido en el disco, hay videos inéditos y comentarios de varias exintegrantes del grupo como Tabatha, Regina, Dulce María, Amiel y Sabrina. 
Luego de 12 años de carrera en su página oficial apareció un comunicado que decía "El grupo se separa luego de 12 años de trayectoria, dejamos este recopilatorio como una despedida a todos los fanes del grupo. El último recital del grupo se realizó el domingo 19 de octubre de 2008 a las 20:00 (-06:00 GMT) en el Teatro Metropólitan de la Ciudad de México, donde el grupo interpretó parte de los temas que las hicieron famosas.

### 2014 - 2016: Reencuentro,Deja Vúy20 años en vivo
A finales de noviembre de 2014, Paty Sirvent, Karla Díaz-Leal, Angie Taddei y Melissa López, se reunieron en un restaurante de la Ciudad de México y esto disparó los rumores del posible reencuentro de la agrupación. Karla Díaz y su mánager Pablo Ahumada lograron que Alejandro Sirvent les cediera los derechos para usar el nombre del grupo, en conjunto con Bobo Producciones. Las integrantes que conforman este reencuentro fueron Karla Díaz, Angie Taddei, Melissa López y Regina Murguía.
El 27 de junio de 2015, Jeans se presentó en un magno evento en el Zócalo de la Ciudad de México, cantando 3 canciones: «Dime que me amas», «Pepe» y «Enferma de amor». En julio grabaron su disco en vivo Dèjá Vu que incluyó sus éxitos más populares y 3 temas inéditos: «Aunque hayas dicho adiós", «Dame dame» y «Lo que queda de mi», además, el grupo hizo oficial su gira del reencuentro, titulada Dèjá Vu Tour.
El 14 de octubre de 2016 se estrenó el tercer álbum en directo del grupo, fue grabado en el segundo concierto de la gira Jeans 20 Años, en el Auditorio Nacional realizado el 25 de junio de 2016. Ha sido certificado por AMPROFON con disco de oro al sobrepasar los treinta mil ejemplares dentro del territorio mexicano.

### 2017 - presente:Metamorfosisy nuevo nombre oficial (JNS)
A principios de 2017 el grupo cambia de nombre oficialmente a JNS, convirtiendo el reencuentro en un regreso a los escenarios, con nombre propio y un nuevo rumbo. De igual manera, mantienen su gira DÈJÁ VU y participan simultáneamente en la gira 90's Pop Tour, junto a otras agrupaciones y artistas solistas importantes de la década de los 90s: Fey, OV7, Caló, Aleks Syntek, Erick Rubín, Litzy y The Sacados.
El 13 de octubre de 2017 se estrena el octavo álbum de estudio del grupo, siendo el primer álbum lanzado después del cambio de nombre de la agrupación a JNS. Está compuesto mayormente por covers de canciones que fueron populares en la década de los 90s y principios de los 2000 como «Aún sin ti» de Los Hijos de Sánchez, «Me haces tanto bien» de Amistades Peligrosas o "Todavía» de La Factoría. Además, fueron incluidos tres canciones inéditas, «Vestida para matar», «Si sabías bien» y «Mejor no regreses». 
El 13 de marzo de 2018 el álbum recibió el disco de oro en México. Así mismo, la banda anuncia su nueva gira llamada: Metamorfosis Tour. Su primer concierto en el Auditorio Nacional fue el 16 de junio de 2018, donde también recorrerán ciudades de Estados Unidos a partir del mes de agosto del mismo año, en algunas de las cuales alternarán con el también grupo de pop Kabah. El 2 de agosto de 2019 presentan su nuevo sencillo «Desesperada» una versión de la canción original de Marta Sánchez.
Tras finalizar la tercera etapa del 90's Pop Tour, en febrero de 2020 se anunció el Rainbow Tour, una gira en conjunto con Kabah. Sin embargo, la gira no se llevó a cabo debido a la pandemia del COVID-19. Aun así, participaron en los conciertos virtuales 90's Pop Tour Party el 20 de junio de 2020 y en el AT&T Re-conecta el 3 de octubre de 2020. En 2021 se anunció la reanudación del 90's Pop Tour, siendo JNS las únicas integrantes en formar parte de las cuatro etapas de la gira, esta vez junto a Erik Rubín, Kabah, Magneto, Lynda, Sentidos Opuestos, Ana Torroja y Benny.
En 2022 participan en el programa ¿Quién es la máscara? donde obtienen el primer lugar como "Huacal".
Tras más de un cuarto de siglo después de su integración en el grupo, Karla anuncia el 29 de febrero de 2024 por las redes sociales su salida por motivos personales y familiares (embarazo), una decisión que dice llevaba un año pensando en ello.

## Miembros
Miembros actuales
- Angie Taddei - vocalista principal (1994-2000, 2015-presente)
- Melissa López - vocalista principal (1997-1999, 2015-presente)
- Regina Murguía - vocalista principal (1999-2002, 2015-presente)

## Exmiembros
- Bianca Carrasso - vocalista principal (1994-1995)
- Amiel Tena - vocalista principal (2002-2005)
- Litzy Vanya Domínguez Balderas - vocalista principal (1994-1997)
- Tabátha Vizzuet Sepulveda - vocalista principal (1994-1997)
- Paty Sirvent - vocalista principal (1994-2008)
- Dulce María - vocalista principal (2000-2002)
- Valeria Maza Matheu - vocalista principal (2002-2004)
- Marcela García Cruz - vocalista principal (2005-2008)
- Sabrina Rodríguez Dalia Chiara - vocalista principal (2004-2007)
- Karla Díaz - vocalista principal (1997-2008, 2015-2024)

## Discografía
Como Jeans
Álbumes de estudio
- 1996: Jeans
- 1998: ¿Por qué disimular?
- 1999: //:Tr3s.Jeans
- 2001: Cuarto para las cuatro
- 2003: Cuarto para las cuatro II
- 2004: Ammore!
- 2006: Porque soy libre

Álbumes en vivo
- 2015: Dèjá Vu
- 2016: 20 años - En vivo

Como JNS
Álbumes de estudio
- 2017: Metamorfosis

Álbumes en vivo
- 2017: 90's Pop Tour
- 2018: 90's Pop Tour, Vol.2
- 2019: 90's Pop Tour, Vol.3
- 2022: 90's Pop Tour 4
- 2024: 90's Pop Tour 5 Arena 20